# إدوين ماكسويل
إدوين ماكسويل (بالإنجليزية: Edwin Maxwell)‏ هو ممثل أيرلندي، ولد في 9 فبراير 1886 بدبلن في جمهورية أيرلندا، وتوفي في 13 أغسطس 1948 في الولايات المتحدة.

## أعمال

### أفلام
- (1930) كل شيء هادىء على الجبهة الغربية[2]
- (1932) الفندق الكبير
- (1934) كليوباترا
- (1935) أخر أيام بومبي
- (1936) تعال وخذها
- (1939) نينوتشكا
- (1940) فتاة الجمعة[3]
- (1944) ويلسون

## وصلات خارجية
- إدوين ماكسويل على موقع IMDb (الإنجليزية)
- إدوين ماكسويل على موقع ألو سيني (الفرنسية)
- إدوين ماكسويل على موقع تيرنر كلاسيك موفيز (الإنجليزية)
- إدوين ماكسويل على موقع أول موفي (الإنجليزية)
- إدوين ماكسويل على موقع قاعدة بيانات برودواي على الإنترنت (الإنجليزية)
- إدوين ماكسويل على موقع قاعدة بيانات الأفلام السويدية (السويدية)
- إدوين ماكسويل على موقع ديسكوغز (الإنجليزية)
- إدوين ماكسويل على موقع قاعدة بيانات الفيلم (الإنجليزية)
- إدوين ماكسويل على موقع كينوبويسك (الروسية)